# Buchnera usuiensis
Buchnera usuiensis là loài thực vật có hoa thuộc họ Cỏ chổi. Loài này được Oliv. mô tả khoa học đầu tiên năm 1875.